# Oxysarcodexia morretesi
Oxysarcodexia morretesi är en tvåvingeart som beskrevs av Tibana och Mello 1983. Oxysarcodexia morretesi ingår i släktet Oxysarcodexia och familjen köttflugor. Inga underarter finns listade i Catalogue of Life.